# Vincenzo Di Pinto
Vincenzo Di Pinto (Turi, 7 gennaio 1958) è un allenatore di pallavolo italiano.

## Carriera
Laureato all'Isef dell'Aquila con il massimo dei voti nel 1979. Nel 1980 inizia la sua carriera di allenatore.
Esordì con la squadra di Turi nel 1980 passando in meno di due anni dalla Prima Divisione alla C1, successivamente a Mottola dalla D alla B1 e a Castellana Grotte dalla C1 alla B1, conquistando complessivamente sei promozioni.
Nel 1991 diventò allenatore della Capurso di Gioia del Colle, creando un ciclo di risultati che lo hanno portato alle attenzioni della pallavolo nazionale e internazionale. Con un gruppo di ragazzi giovani vinse e dominò il campionato di B1, l'anno successivo sfiorò la promozione in A1 che arrivò puntualmente l'anno successivo insieme al Premio Anderlini quale migliore Tecnico. Nell'anno 94/95 completa il ciclo con lo stesso gruppo preso in B e praticamente un solo straniero, il giovane Kovac, disputando un eccellente campionato insieme alle tante attestazioni professionali di stima e richieste dalla grandi squadre nazionali e internazionali.
Nel 1995 accetta il progetto dell'Associazione Sportiva Volley Lube, società ambiziosa e dalla grandi potenzialità economiche organizzative, provenienti da alcuni anni di delusioni. La Lube è subito la rivelazione del campionato raggiungendo subito i Play off e tenendo testa alle grandi. Nel 1996 con l'inserimento del giovane Marco Meoni e di Andrea Zorzi, gioca da grande squadra classificandosi quarta in campionato e semifinali scudetto.
Dopo questi risultati, accetta di ritornare in Puglia per creare una scuola tecnica insieme al Presidente regionale Giuseppe Manfredi e, insieme ad un suo ex-giocatore ed esordiente dirigente Vito Primavera, costruire una grande società a Taranto, partendo dalla Serie A2. Contemporaneamente viene chiamato alla guida della Nazionale di pallavolo maschile della Spagna, dal presidente federale e dopo vicepresidente internazionale Chintana, per un progetto che prevedeva i campionati del Mondo in Giappone 1998 ed eventualmente le Olimpiadi di Sydney 2000.
Significative le parole riportate sul "Resto del Carlino" da Leo Turrini, "uno dei rari allenatori italiani di successo all'estero che non soffre di nostalgia e dopo Trapattoni e Capello nel calcio ecco il Mago di Turi Di Pinto vero apripista nella pallavolo". Di Pinto e la nazionale spagnola sono la rivelazione del Mondiale e lo stesso viene premiato come allenatore più creativo (Most Creative Coach in the World). Nella stessa competizione il capitano della Nazionale spagnola Rafael Pascual viene premiato quale Miglior Giocatore del Mondiale. Particolare è la sua gestione delle partite del mondiale: Di Pinto chiama schemi e partecipa attivamente muovendosi a bordo campo, schermandosi dietro la giacca e sfruttando al meglio la neonata regola per gli allenatori, usanza poi diventata normalità in tutto il mondo. Cinque mesi dopo è costretto a rinunciare alla guida della Nazionale spagnola e quindi alle Olimpiadi di Sydney 2000, per gravi motivi famigliari.
Nella stagione 99/00 ritorna in Puglia e riprende il suo progetto con il Taranto Volley, guidando la sua squadra alla promozione in Serie A1 che gli vale il premio quale Migliore Allenatore della serie A2 (Premio Andrelini). Dopo due eccellenti campionati in A1, dove lanciò grandi giocatori tra i quali il giovanissimo Andrea Bari e in seguito la chiusura della stessa per guai giudiziari del presidente, Di Pinto ritorna a al Gioia del Colle, con cui vince il campionato di A2 nel Serie A2 italiana di pallavolo maschile 2002-2003 e premiato nuovamente come migliore allenatore della serie A2, oltre ad un altro eccellente campionato di A1 e la consacrazione di Andrea Bari, Renaud Herpe.
Attratto dal progetto di Taranto accetta e rivince il campionato di serie A2 (per la quarta volta) e nella stagione successiva di A1 si rivela la sorpresa del campionato, della Coppa Italia e dei Play Off, con la convocazione in nazionale di Nuti e Vicini, e la premiazione come Miglior Giocatore del Campionato di Anderson Rodrigues.
Nella stagione 2006-2007 dopo aver programmato l'annata e parte del pre-campionato con il recupero fisico e tecnico di Leandro Vissotto, ed eseguito parte del campionato, in seguito ad un grave intervento rinuncia alla guida del Taranto. Dopo un recupero di cinque mesi accetta la proposta della RPA Perugia con eccellenti risultati conquistando 14 punti su 7 partite. L'anno successivo 2007/2008, si rivela un'annata storica per la società perugina con 50 punti, un record di 11 vittorie consecutive, il 4º posto in classifica, la richiamata in azzurro di Savani e Sintini oltre a Jan Štokr come Miglior Giocatore del Campionato e Damiano Pippi Miglior libero. Il campionato seguente con lo stesso gruppo conquista la Challenge CUP e la definitiva consacrazione di Savani e Stokr.
Nel giugno 2010 accetta il progetto del Presidente Callipo trasferendosi alla Callipo Sport. Con la squadra più giovane e tanti esordienti nel campionato raggiunge gli obiettivi programmati (qualifica alla Coppa Italia) ma soprattutto valorizzando i tanti giovani: Anderson, Barone, Fanuli, Nikolov, Suljagic, Baroti, Kindgard.
Nel giugno del 2014 viene chiamato a ricoprire l'incarico di allenatore dalla Pallavolo Molfetta, al suo secondo anno in serie A1. La stagione si rivela esaltante: la squadra cresce di partita in partita, ottenendo vittorie prestigiose contro Treia, ex Macerata e campione d'Italia in carica, e Trento, futura campione d'Italia. Vengono raggiunti per la prima volta nella storia della società i playoff scudetto, che si fermano a gara 2 dei quarti di finale, in seguito alla doppia sconfitta contro Trento.
Lascia la società pugliese nel luglio 2015. Vi ritorna, però, nel febbraio 2016, sostituendo Paolo Montagnani che abbandona i biancorossi per motivi personali. Chiude la regular season in sesta posizione, la stessa ereditata dal suo predecessore. I playoff scudetto contro i campioni d'italia di Trentino Volley si chiudono in gara 5, dopo le due vittorie casalinghe ottenute in gara 2 e gara 4. La stagione si chiude con l'eliminazione in semifinale dei playoff validi per l'accesso alla Challenge Cup di pallavolo maschile della stagione successiva.

## Il ritorno a Castellana, vittoria in Coppa Italia e promozione in A1
Nella stagione 2011/2012 l'allenatore è richiamato in Puglia in seguito all'esonero di Luca Monti, dopo i soli 4 punti raccolti nelle prime tre partite in A2. Il 4 marzo 2012 ad Andria, Di Pinto guida la New Mater Volley alla conquista della sua prima Coppa Italia. In semifinale la formazione pugliese supera al tie-break Perugia per poi battere in finale Segrate per 3-1.
Successivamente conquista anche la promozione in A1, in totale per Di Pinto rappresenta la 5° promozione dall'A2 all'A1, tutte in Puglia.

## Palmarès
- Challenge Cup: 1

2009-10
- Coppa Italia di Serie A2: 1

2011-12

## Cronologia Carriera
- Stagione 1980/'81: promozione dalla serie D in C1 con la Volley Turi
- Stagione 1981/'82: promozione in serie C2 con la Volley Mottola
- Stagione 1982/'83: promozione in serie C1 con la Volley Mottola
- Stagione 1984/'85: promozione in serie B con la Volley Mottola
- Stagione 1988/'89: promozione in serie B con Castellana Grotte
- Stagione 1991/'92: promozione in serie A2 con Gioia del Colle
- Stagione 1993/'94: promozione in serie A1 con Gioia del Colle
- Stagione 1996/'97: semifinale scudetto con Lube Macerata
- Stagione 1997/'98: 8º posto Mondiali in Giappone con la Nazionale Spagnola
- Stagione 1999/'00: promozione in serie A1 con Taranto
- Stagione 2002/'03: promozione in serie A1 con Gioia del Colle
- Stagione 2005/'06: promozione in serie A1 con Taranto
- Stagione 2009/'10: conquista Challenge CUP con RPA Perugia
- Stagione 2011/'12: conquista la Coppa Italia di A2 con la BCC N.E.P. Castellana Grotte
- Stagione 2011/'12: promozione in serie A1 con la BCC N.E.P. Castellana Grotte